# Roodkruinzwaluw
De roodkruinzwaluw (Hirundo smithii) is een zwaluw uit het geslacht Hirundo. De zwaluw heeft een groot verspreidingsgebied in zowel Afrika als Azië. Deze vogel is genoemd naar de Noorse botanicus Christen Smith (1785-1816) die overleed tijdens de reis door Afrika waarin deze vogel werd ontdekt. 

## Kenmerken
De vogel is 14 tot 21 cm lang en weegt 9 tot 17 gram. De vogel is gemakkelijk te herkennen. Van boven is de vogel staalblauw met een metaalglans, de vleugels en de staart zijn zwart met een blauwe glans. Van onder is de vogel roomwit. Opvallend is vooral de roodbruine kruin en voorkant van de kop. De buitenste staartveren van het mannetje zijn lange, dunne, haarvormige draden die in het veld vaak nauwelijks te zien zijn. Jonge vogels hebben dit net, het vrouwtje heeft een kortere staart.

## Verspreiding en leefgebied
Er zijn twee ondersoorten:
- H. s. smithii ( Afrika bezuiden de Sahara)
- H. s. filifera ( tropisch Zuid-Azië, van het Indiase subcontinent oostelijk naar Zuidoost-Azië.)

De vogel is in grote delen van dit gebied standvogel. Het leefgebied bestaat uit open of half open landschappen zoals graslanden, savanne, agrarisch gebied, dorpen en steden, vaak in de buurt van meren, rivieren, kanalen of rijstvelden. De vogel overnacht in rietvelden of  tamarisken. Hoewel voornamelijk bewoner van laagland, soms in hoogland tot op 2700 m boven de zeespiegel.

## Status
De roodkruinzwaluw heeft een groot verspreidingsgebied en daardoor is de kans op de status  kwetsbaar (voor uitsterven) gering. De grootte van de populatie is niet gekwantificeerd. Men veronderstelt dat de soort in aantal vooruit gaat. Om deze redenen staat deze zwaluw als niet bedreigd op de Rode Lijst van de IUCN.